# نادية شارمين
نادية شارمين (بالبنغالية: নাদিয়া শারমীন) (وبالبنغالية: নাদিয়া শারমীন) هي مراسلة للجريمة من بنغلاديش فازت في عام 2015 بجائزة النساء الشجاعة الدولية.

## سيرتها الذاتية

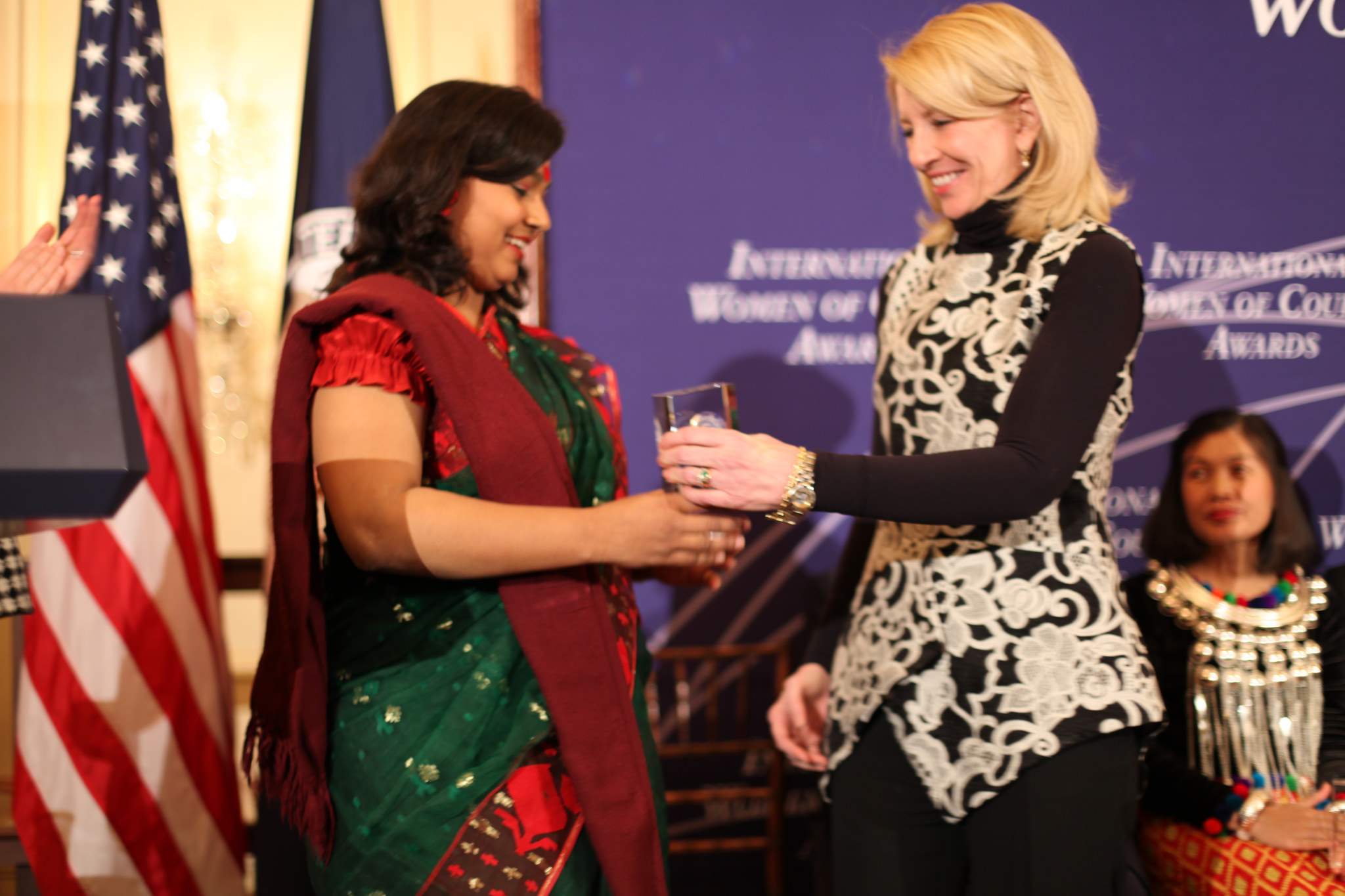
نادية شارمين تتسلم جائزة المرأة الشجاعة الدولية، مارس 2015.

أرادت نادية شارمين منذ أن كانت في المدرسة الإعدادية أن تصبح صحفية، وانضمت في عام 2009 إلى هيئة الصحافة في بنغلاديش وأصبحت مراسلة للجريمة.
كانت شارمين تغطي تجمعُا إسلاميًا في 2013 لصالح قناة «إيكيشي» التلفزيونية التي تعمل بها، عندما تعرضت لهجوم من قبل نشطاء «حجازية الإسلام». كان الاحتجاج من أجل المطالبة بفرض قيود على الارتباط المفتوح بين الذكور والإناث في نفس المكان، ومعاقبة الملحدين، وفرض ارتداء النساء للحجاب، وغيرها من التعاليم الدينية. طالبات قائمة مطالب نشطاء «حجازية الإسلام» المكونة من 13 نقطة الحكومة على وجه التحديد إلى التخلي عن سياستها الحالية تجاه المرأة، والتي صُممت لتحقيق المساواة بين الجنسين. وفي حين لم يتم الإبلاغ عن حوادث عنف بين النشطاء والشرطة، تم مهاجمة الصحفيين وتعذيبهم في أماكن كثيرة في دكا وشيتاغونغ، كما لو كانت النساء جامعات للقمامة. استهدف مهاجمو شارمين النساء اللواتي لا يرتدين الحجاب. اعتقدت نادية بأنها تعرضت للهجوم، «فقط لأنها امرأة».
هاجم الرجال الذين وصل عددهم إلى 50-60 رجلًا ورشقوها بزجاجات الماء وقطع من الطوب. وعندما سقطت، قام الآخرون بلكمها وضربها. حاول العديد من المراسلين والصحفيين الرجال أن ينقذوها ولكنهم أنفسهم أصبحوا أهدافًا للحشد.
تم نقل شارمين إلى مستشفى كلية الطب في دكا للمعالجة الطارئة وتم نقلها مرة واحدة إلى مستشفى الشيخ مجيب بانجاباندهو الطبي الجامعي. وفي غضون أيام، تم تقديم تقرير مع المحكمين، ولكن لم يحدث أي اعتقالات في وقت متأخر من يوليو 2013 عندما تقدمت منظمة حقوق الإنسان والسلام في بنغلاديش إلى المحكمة العليا بتهمة إغاثة شارمين. وقد دعت المحكمة إلى إلقاء القبض على الجناة وحكمت بأن الحكومة مسؤولة عن تغطية تكاليف الرعاية الطبية، سواء داخل البلاد أو خارجها وبعد مرور عامين تقريبًا على الحدث، لم يتم تحديد هوية المُهاجمين أو اعتقالهم.
عادت شارمين بعد شفائها للعمل كمراسلة للجريمة لوكالة أنباء مختلفة. وهي الآن تعمل في تلفزيون إكاتور. عزّز اعتداءها عزم الناشطات في مجال حقوق المرأة، اللواتي قمن بعد الاعتداء مباشرة بعدد من التجمعات، بدعم من نوادي الصحافة المختلفة، ورابطة المحاميات الوطنية البنجلاديشية ومنظمات أخرى. وفي عام 2014، استُخدمت قصتها كجزء من الحملة العالمية «مليار من أجل العدالة» التي دشّنها بعض الناشطين لحث الحكومة البنغلاديشية على تنفيذ تدابير الحماية من اتفاقية القضاء على جميع أشكال التمييز ضد المرأة.

## روابط خارجية
- Sharmeen's remarks at the جائزة نساء الشجاعة الدوليةs ceremony in 2015